# Рязанское сельское поселение (Омская область)
Рязанское се́льское поселе́ние — муниципальное образование в Муромцевском районе Омской области Российской Федерации.
Административный центр — село Рязаны.

## История
Статус и границы сельского поселения установлены Законом Омской области от 30 июля 2004 года № 548-ОЗ «О границах и статусе муниципальных образований Омской области»

## Население
| 2010 | 2011 | 2012 | 2013 | 2014 | 2015 | 2016 |
| ---- | ---- | ---- | ---- | ---- | ---- | ---- |
| 621  | ↘618 | ↘616 | ↘613 | ↘599 | ↘586 | ↘581 |
| 2017 | 2018 | 2019 | 2020 | 2021 | 2023 |      |
| ↘550 | ↘542 | ↘513 | ↘497 | ↘366 | ↘347 |      |

## Состав сельского поселения
| № | Населённый пункт | Тип населённого пункта       | Население |
| - | ---------------- | ---------------------------- | --------- |
| 1 | Алексеевка       | деревня                      | ↘49       |
| 2 | Вятка-1          | деревня                      | ↘34       |
| 3 | Игоревка         | деревня                      | ↘127      |
| 4 | Караклинка       | деревня                      | ↘81       |
| 5 | Рязаны           | село, административный центр | ↘330      |